# Les Bidochon (film)
Pour plus de détails, voir Fiche technique et Distribution.
Les Bidochon est un film français réalisé par Serge Korber sorti en 1996 et adapté de la bande dessinée de Binet, les Bidochon.

## Synopsis
Après la mort de sa mère, Raymonde, en proie à une profonde dépression, s'est mariée avec Robert Bidochon, rencontré par l'intermédiaire d'une agence matrimoniale. Français moyen fruste et rondouillard, ce dernier n'était pas à proprement parler le prince charmant dont elle rêvait mais elle en a pris son parti et le couple s'est installé dans une habitation à loyer modéré de Sarcelles. Depuis, tous deux mènent une vie sans histoires : Raymonde tient la maison tandis que Robert, démarcheur, fait du porte-à-porte pour vendre des encyclopédies en compagnie de son collègue et meilleur ami, René. Jusqu'au jour où Raymonde reçoit un courrier l'informant du décès de son mari…

## Fiche technique
- Titre : Les Bidochon
- Nationalité : français
- Réalisateur : Serge Korber, assisté d'Alain Nauroy
- Scénario : Christian Binet, Jean-Jacques Tarbes et Christian Watton, d’après les bandes dessinées de Christian Binet
- Musique : Alain Goraguer
- Photographie : Mário de Carvalho
- Pays d'origine :  France,  Portugal
- Genre : comédie
- Durée : 90 minutes
- Date de sortie[1] :  France : 1er mai 1996

## Distribution
- Anémone: Raymonde Bidochon,
- Jean-François Stévenin : Robert Bidochon,
- Annie Girardot : la mère de Robert,
- Élie Semoun : René,
- Delphine Rich : Gisèle,
- Daniel Gélin : le père de Robert,
- Jean-Pierre Cassel : le P-DG de Canal B,
- Jean-Luc Bideau : le sexologue,
- Ginette Garcin : madame Bordel,
- Arthur : Gérard de Bellair, le présentateur TV,
- Jean Gaven : Me Nerval,
- Alain Doutey : le promoteur immobilier,
- Claude Villers : l'inspecteur des impôts,
- Patrick Guillemin : l'inspecteur,
- Richard Darbois : le policier,
- Catherine Lachens : la directrice de l'agence matrimoniale,
- Étienne Draber